# Ханагава-Мару
Ханагава-Мару (Hanakawa Maru) — судно, яке під час Другої світової війни взяло участь у операціях японських збройних сил на Каролінських островах.
Ханагава-Мару спорудили в травні — жовтні 1943 року для потреб Імперського флоту Японії. Судно отримало захисне озброєння зі встановленої на кормі 120-мм гармати.
19 січня 1944-го Ханагава-Мару полишило Йокосуку у складі конвою № 3125, який у підсумку 7 лютого прибув на атол Трук у центральній частині Каролінських островів (тут ще до війни створили потужну базу японського ВМФ, з якої до лютого 1944-го провадились операції в низці архіпелагів).
17 лютого 1944-го по Труку завдало потужного удару американське авіаносне угруповання (операція «Хейлстоун»), яке змогло знищити в цьому рейді кілька бойових кораблів та близько трьох десятків інших суден. 18 лютого «Ханагава-Мару» було атаковане чотирма літаками, по два з яких вилетіло з авіаносців USS Monterey та USS Bunker Hill. Пілот з останнього першим поцілив «Ханагава-Мару» торпедою, що призвело до вибуху бочок з бензином. Далі в палаюче судно влучили ще дві торпеди, тоді як четверта пройшла повз та знищила береговий склад з пальним. «Ханагава-Мару» затонуло, загинуло 216 осіб, що перебували на борту.
Судно лягло на дно в районі з глибинами від 15 до 33 метрів. Оскільки його вантаж бензина мав шкідливі хімічні домішки, тривалий час дайверам заборонялось пірнати до решток «Ханагава-Мару». Можливо також відзначити, що, окрім бочок з пальним, судно мало на борту вантаж цементу.